# Brunn am Walde (Herrschaft)
Die Herrschaft Brunn am Walde war eine Grundherrschaft im zentralen Viertel ober dem Manhartsberg im Erzherzogtum Österreich unter der Enns, dem heutigen Niederösterreich.

## Ausdehnung
Die Herrschaft Brunn am Walde, der auch die Herrschaften Allentsgschwendt und Lichtenau sowie das Gut Eppenberg angehörten, umfasste zuletzt die Ortsobrigkeit über Attenreith, Brunn am Walde, Ebergersch, Engelschalks, Eppenberg, Erdweis, Gloden, Obergrünbach, Ladings, Lichtenau, Litschgraben, Loiwein, Moniholz, Reitern, Scheitz, Seeb, Taubitz, Würfenthalgraben und Wurscheneigen. Der Sitz der Verwaltung befand sich im Schloss Brunn am Walde.

## Geschichte
Letzter Inhaber der Allodialherrschaft war Karl Heinrich Freiherr von Ehrenfels, der weiters über die Herrschaften Rastbach, Ragelsdorf und St. Bernhard verfügte. Nach den Reformen 1848/1849 wurde die Herrschaft aufgelöst.